# 恭帝 (宋)
恭帝（きょうてい）は、南宋の第7代皇帝（在位：1274年8月12日 - 1276年2月4日）。諱は㬎(けん)。資料によっては類似文字で代用されることもある）。度宗の六男。廟号はないが、基礎情報にある「恭宗御容」にあるように、「恭宗」とも称される。

## 生涯
南宋の第6代皇帝であった度宗の六男（一説には、四男であったともされている）として、咸淳7年（1271年）に臨安の宮殿で生まれた。母は皇后全氏。異母兄に後に第8代皇帝として即位する益王（皇帝端宗）がいる。趙㬎は父の過度の飲酒による崩御を受けて咸淳10年（1274年）7月、4歳で帝位に就いた。また、即位に伴って元号は咸淳から徳祐へと改元された。
臨安の陥落により退位を余儀なくされる前に2年ほど君臨した。当初、彼は幼く政務を執行する能力がないと考えられたため、生母の全皇太后・祖母の謝太皇太后・当時の丞相賈似道が摂政となり、これら三人によって政務を補佐された。
当時の北方ではモンゴルが勢力を増し金朝を滅亡に追い込んでいた。南宋はモンゴル帝国の侵攻に晒されており、最早王朝は風前の灯火というべき状況にまで追い込まれていた。恭帝は結果的に徳祐2年（1276年）正月のモンゴル軍の攻撃によって臨安が包囲され、籠城の末に開城したことによって母と共にモンゴルに投降したことによって帝位を失った。
宋朝の崩壊後、恭帝はモンゴルの首都の大都に移り住み、その後、副都であった上都に居を移した。しかし、その後モンゴル帝国の皇帝に即位したクビライは、宋皇室の血筋を残すべきと考え、彼をチベットへ追放した。彼はここでチベット仏教の仏典を学んだとされている。
至治3年（1323年）5月ごろ、恭帝は元朝の英宗シデバラによって自害を命じられ、結果として死去した。一般的に多くの歴史家は恭帝がシデバラを立腹させたのが原因と考えているが、一方ではシデバラが恭帝を擁立しての反乱を恐れたためとの説も存在する。
廟号は、（モンゴル帝国側からすると）末主であったためにつけられず、ただ単に「恭（うやうやしいという意味）帝」と呼ばれている。

## 宗室

### 妻妾
- ボルジギン氏（元朝の公主。ラシードゥッディーン『集史』クビライ・カアン紀、陳霆『両山墨談』、談遷『国榷』に記されている）

### 子女
- 趙完普（出家して僧となっている）